# Žalm 40
Žalm 40 („Všechnu naději jsem složil v Hospodina“) je biblický žalm. V překladech, které číslují podle Septuaginty, se jedná o 39. žalm. Žalm je nadepsán těmito slovy: „Pro předního zpěváka. Davidův, žalm.“ Podle některých vykladačů toto nadepsání znamená, že žalm byl určen k tomu, aby jej při určitých příležitostech odzpívával zkušený zpěvák za přítomnosti krále z Davidova rodu. Tradiční židovský výklad naproti tomu považuje žalmy, které jsou označeny Davidovým jménem, za ty, které sepsal přímo král David. Spis Šimuš Tehilim („Užití Žalmů“), jehož autorem je zřejmě židovský učenec Chaj Ga'on (939–1038), uvádí, že recitace 40. žalmu je účinná proti působení zlých duchů.